# Huvuddirektoratet för djuphavsforskning

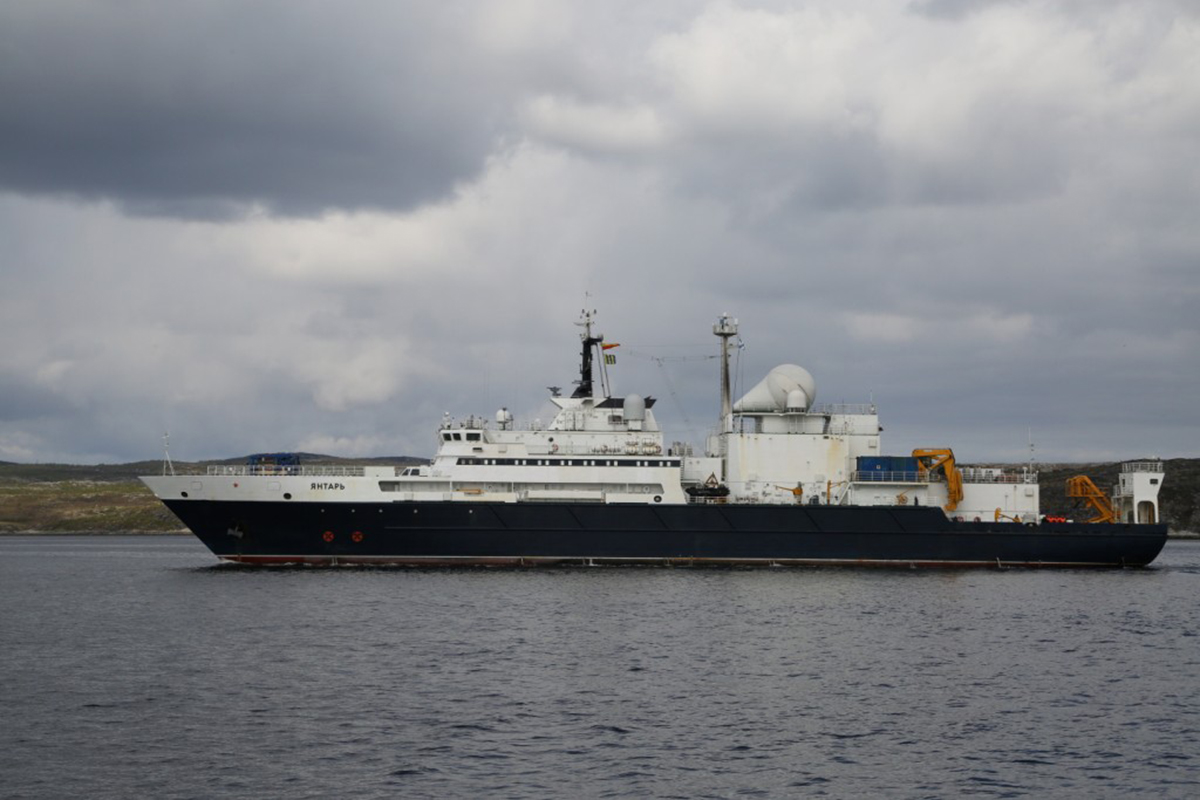
Jantar, 2018

Huvuddirektoratet för djuphavsforskning (ryska: Главное управление глубоководных исследований, Glavnoje upravlenie glubokovodnych issledovanij eller GUGI), är en rysk organisation som tillhör Ryska federationens väpnade styrkor. Dess uppgift är att driva ubåtar som kan nå stora djup, för att samla in underrättelser eller att arbeta med installationer på havsbotten. Den testar också nödutrustning och forskar kring dykningens fysiologi.
Året för direktionens tillkomst är osäkert. 1963 (som militär enhet 90802), 1965 och 1976 har nämnts.
Den ligger åtskilt från flottan, med högkvarter i Sankt Petersburg och med en flottbas i Olenjabukten på Kolahalvön.

## Fartyg
Direktoratet har följande fartyg:
- Nelma[1] (ubåt)
- Losharik(en)[1] (ubåt)
- Khabarovsk[1] (ubåt)
- Belgorod (ubåt)
- Jantar

## Chefer
- 2021– Vladimir Grisjetjkin
- 2005–2020 Aleksej Burilitsjev